# Iveco VTLM Lince
Pour les articles homonymes, voir Lince.
L’Iveco VTLM Lince, Véhicule-Tactique-Léger-Multirôles - Lince (Veicolo-Tattico-Leggero-Multiruolo), (Lynx en italien) est un engin militaire blindé léger de nouvelle génération conçu et fabriqué par Iveco Defence Vehicles de Bolzano en Italie. 
Les principaux utilisateurs sont, outre l'armée italienne, où il est appelé VTLM Lince, l’armée britannique (British Army) où il a été rebaptisé Panther CLV. Sur plusieurs marchés d'exportation, le véhicule est baptisé Iveco LMV 4WD (Light Multirole Vehicle).  
Ce véhicule a démontré, depuis sa mise en service en 2001, dans de nombreux pays où l'armée italienne est intervenue dans les missions de maintien de la paix, son énorme potentiel. Il a été adopté par beaucoup d'autres forces armées en raison d'un haut niveau de protection, surtout contre les armes légères, les mitrailleuses lourdes, les engins explosifs et les mines.
Après avoir été vendu à plus de 4 000 exemplaires à 13 pays dont l'Albanie, l'Autriche, la Belgique, la Croatie, la République tchèque, l'Italie, le Liban, la Norvège, la Russie, l'Espagne, la Tunisie et le Royaume-Uni où il est produit sous licence par BAE Systems, le constructeur italien a présenté au DSEI en septembre 2015 la version 2 du Lince.

## Caractéristiques
Le code usine de ce modèle est : IVECO M65E 19WM 4 × 4 - LMV (VTLM pour l'armée italienne).
L'engin est équipé d'un moteur turbo diesel Common Rail IVECO F1C à quatre cylindres de 3,0 litres de cylindrée développant 190 ch, une boîte de vitesses automatique à 6 rapports avec convertisseur hydrodynamique de couple, plus un réducteur à 2 rapports, accouplé au différentiel arrière. Les freins sont à disque sur les quatre roues.
Les suspensions à quatre roues indépendantes et la parfaite répartition des masses permettent un comportement sans faille et une extraordinaire aisance sur les terrains les plus extrêmes. L'IVECO VTML Lince peut donc intervenir sous n'importe quelle latitude dans toutes les  circonstances. Avec une garde au sol de 50 cm, ses sièges suspendus et non pas ancrés au châssis, ses pneus run flat, ses caméras extérieures parfaitement protégées et indétectables lui permettent de se frayer un passage en aveugle.
L'IVECO VTLM Lince a été conçu pour servir dans les conditions extrêmes de températures, de +49° à -32°C. La version de base pèse 4,6 tonnes et peut transporter une charge de 2,3 tonnes pour un PTC de 7,0 tonnes. 
Sa construction modulaire lui permet d'être commandé en version 4 portes avec cabine blindée longue, ou en deux portes avec cabine blindée courte, ou transformation en ambulance ou poste de commandement. 
Cet engin peut être hélitreuillé, largué d'un avion de transport C-130, C-27J Spartan ou des hélicoptères comme le CH-47 et l'Agusta EH-101.
De plus, cet engin est très difficilement détectable aux radars grâce aux revêtements extérieurs spéciaux, à la disposition particulière des organes mécaniques et à la conception de l'ensemble qui ne provoque pas d'échauffement lors de la combustion du carburant.
Il permet un passage à gué de 85 cm sans aucune préparation qui atteint 150 cm avec l'utilisation d'un kit comprenant un snorkel.

## Kits de blindage
Le blindage, déjà élevé à la base, peut être renforcé par adjonction d'une protection supplémentaire en moins de 5 heures à 4 hommes. Il est annoncé capable de résister à tout projectile jusqu'à 12,7 mm.

## Protections standards

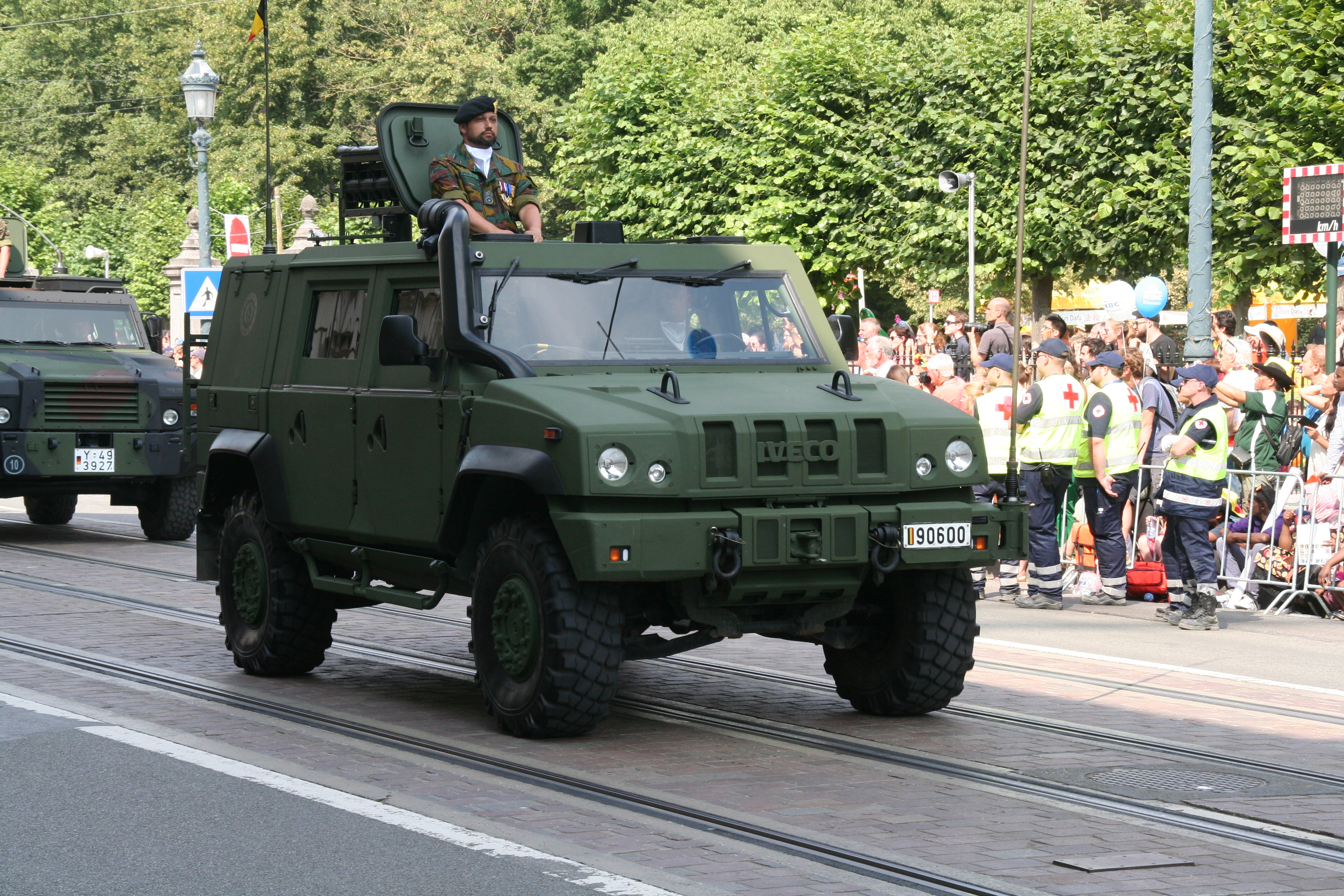
Iveco VTLM Lince - Fête nationale belge, Bruxelles le 21 juillet 2016

L'IVECO VTML Lince a été étudié par IVECO D.V. pour lui garantir une résistance à toute épreuve. L'habitacle forme une cage indéformable. Les sièges sont suspendus aux arceaux de toit pour mieux protéger les passagers en cas d'explosion ou de passage sur une mine.

## Production
L'IVECO VTLM Lince a été fabriqué à plus de 2 600 exemplaires en moins de deux ans après son lancement. Il remplace l'ancien véhicule de transport Iveco VM 90. IVECO.
- Version britannique

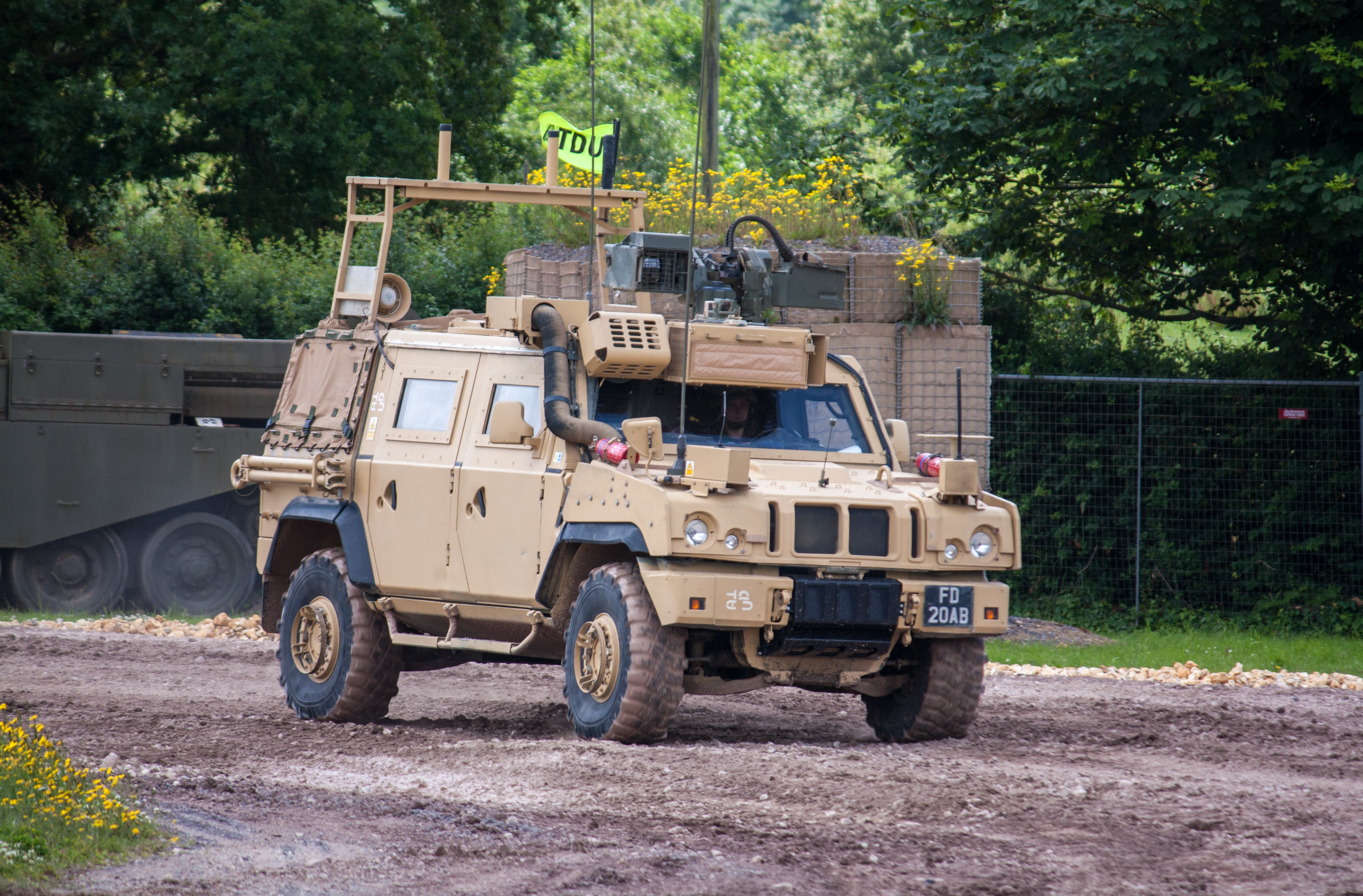
IVECO Panther CLV de la British Army

Le Royaume-Uni a commandé et réceptionné 401 exemplaires pour répondre à ses besoins en matière de véhicule de commandement et de liaison. L'IVECO LMV est produit sous licence par BAE Systems dans son usine de Newcastle upon Tyne entre 2006 et 2009, rebaptisé Panther CLV (Panther Command and Liaison Vehicle). Le Panther CLV a été largement utilisé en Afghanistan par l'armée britannique.
- Version russe

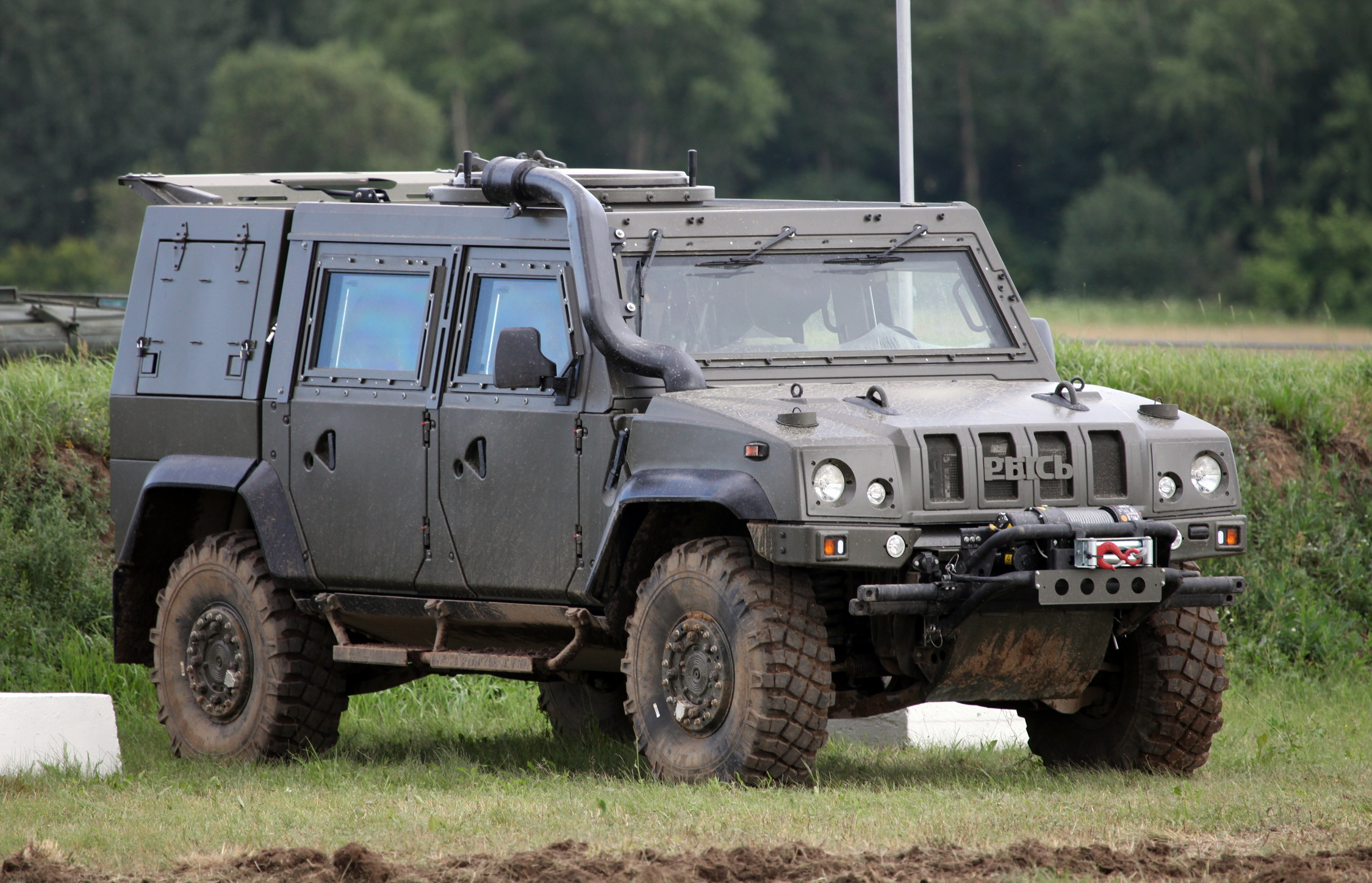
IVECO LMV Lynx russe

L'armée russe a réceptionné une commande préliminaire de 67 exemplaires en 2010. Après des tests très rudes, avec explosion d'un véhicule, qui se sont avérés très positifs, une coentreprise a été créée entre IVECO et KAMAZ en 2011 afin de produire sous licence un premier lot de 358 Iveco VTLM Lince sous le nom UAZ Rys M65, avec une option pour 1 398 exemplaires supplémentaires. La production de la première tranche de 358 exemplaires s'est terminée le 10 novembre 2014.
La variante KAMAZ Rys M65 était le fruit des efforts de l'ancien président Dmitri Medvedev et du ministre de la Défense Anatoly Serdyukov pour faire baisser le coût des matériels militaires russes en ouvrant son marché à la concurrence étrangère. Son successeur, Sergei Shoigu, a par contre accordé une priorité aveugle à l'amélioration des liens entre l'armée et l'industrie russe. Il a donc donné la priorité au véhicule blindé GAZ 2330 TIGR jugé mieux adapté aux exigences de la Russie. Il a ainsi dénoncé l'accord signé pour la production du 1er1 398 exemplaires de l'Iveco LMV supplémentaires. (NDR: Il faut aussi noter que le TIGR est dérivé du GAZ 2330 présenté en 2003. Le TIGR a été développé pour contrer l'Iveco LMV).

## Opérateurs

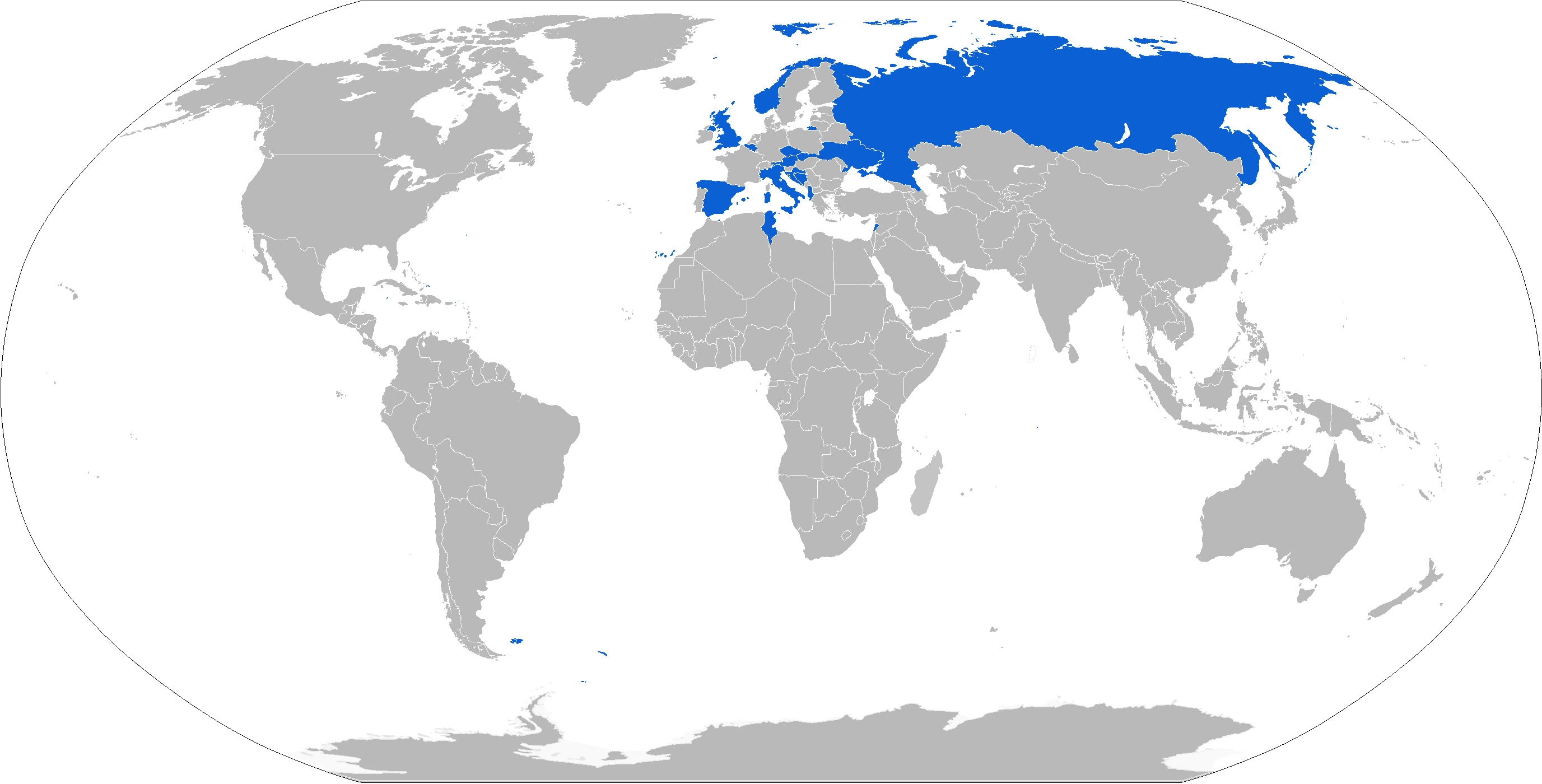
Principaux pays opérateurs en 2015

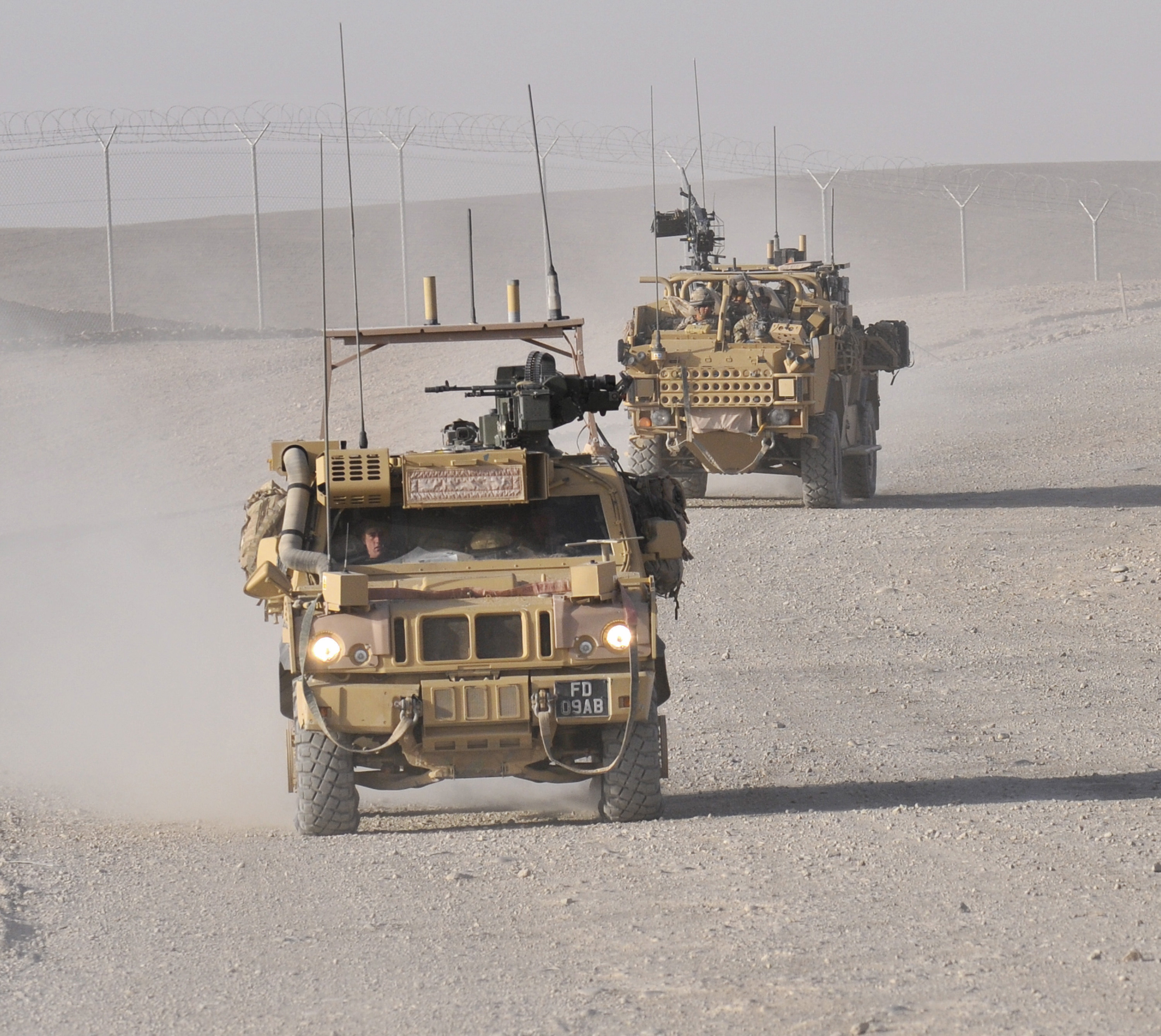
Panther CLV britannique, Camp Bastion Helmand Afghanistan

Iveco Defence Vehicles LMV Lince en service dans les armées : 
- Italie : Forze Armate Italiane - 1 286 Iveco VTLM Lince + 714 Lince 1A dont 1 150 pour l'Armée de terre, 60 pour la Marine et xx pour l'Aeronautica et les Carabiniers,

- Albanie : Forces armées albanaises - 25 Iveco LMV
- Autriche : Bundesheer - 172 Iveco LMV
- Belgique : Composante terre - 620 Iveco LMV + 120 kit de surblindage (remplacés a partir de septembre 2023[3],[4].)
- Bosnie-Herzégovine : Forces armées de Bosnie et d'Herzégovine - 14 Iveco LMV
- Brésil : Armée de terre brésilienne - 1 464 Iveco LMV
- Croatie : Forces armées de la république de Croatie - 100 Iveco LMV et 200 en option
- Espagne : Forces armées espagnoles - 395 Iveco LMV
- Royaume-Uni : British Army - 400 Iveco LMV + 401 Panther CLV construits sous licence par BAE Systems
- Liban : Forces armées libanaises - 80 Iveco LMV
- Norvège : Forces armées norvégiennes - 170 Iveco LMV
- Portugal : Forces armées portugaises - nombre inconnu
- République tchèque : Forces armées tchèques - 170 Iveco LMV
- Russie : Forces armées de la fédération de Russie - L'armée russe a réceptionné 67 exemplaires Iveco en 2012. 358 exemplaires supplémentaires ont été fabriqués sous licence en Russie. La Russie a poursuivi l'assemblage de modèles Iveco LMV M65 en CKD. 81 kits ont été importés en 2014, 94 au 1er trimestre 2015 et 356 ont été commandés pour être livrés avant mi 2016[réf. souhaitée].
- Slovaquie : Forces armées slovaques - 50 Iveco LMV
- Syrie : Armée syrienne - X exemplaires de l'Iveco LMV plus Y exemplaires de la version russe de l'Iveco LMV M65[5]
- Tunisie : XX exemplaires (?)
- Ukraine : Forces armées de l'Ukraine - 90 Iveco LMV

## Utilisations
L'Iveco LMV 'Rys' a été utilisé durant l'invasion de l'Ukraine par la Russie en 2022 ou plusieurs exemplaires ont été détruits ou saisis par l'armée ukrainienne et par l'armée italienne durant la guerre d'Afghanistan

## Iveco LMV Lince 2
L'IVECO Lince VTLM-2 est une nouvelle version du Lince dont l'étude a débuté en 2013 dans le cadre du projet "Forza NEC", programme destiné au passage au tout numérique de l'armée italienne. Le nouveau véhicule, bien que semblable au Lince-1 est très différent. Il diffère notamment par son empattement allongé et sa masse plus élevée : 8,1 tonnes contre 7,1 du VTLM-1. Cela est dû à une conception nouvelle de la structure du véhicule destinée à augmenter encore la protection de l'équipage qui s'est révélé excellente lors de son utilisation sur les terrains d'opérations comme en Afghanistan, ainsi que sa capacité de chargement.
La puissance du moteur a été portée à 220 ch et la boîte de vitesses automatique dispose maintenant de huit rapports au lieu de 6. Les systèmes de contrôle de la traction ADM et ESP améliorent les caractéristiques en tout-terrain difficile. 
Une première commande pour 398 exemplaires a été enregistrée de l'armée italienne qui prévoit d'en commander 3 600 au total (Stand 2019).